# Verrières-de-Joux
Verrières-de-Joux è un comune francese di 444 abitanti situato nel dipartimento del Doubs nella regione della Borgogna-Franca Contea. È situato alla frontiera con la Svizzera, tanto da festeggiare sia la festa nazionale francese che quella svizzera.

## Letteratura
In una cittadina chiamata Verrières Stendhal ambientò l'inizio del suo Il rosso e il nero, dichiarando però, in una nota posta alla fine del romanzo, che «per evitare qualunque allusione personale», il nome non si riferiva ad alcun luogo realmente esistente.

## Società

### Evoluzione demografica
Abitanti censiti